# Lissochlora nigripes
Lissochlora nigripes är en fjärilsart som beskrevs av Paul Dognin 1911. Lissochlora nigripes ingår i släktet Lissochlora och familjen mätare. Inga underarter finns listade i Catalogue of Life.